# Голдреська сільська рада
Го́лдреська сільська рада (ест. Holdre külanõukogu, рос. Хольдреский сельский совет) — сільська рада в Естонській РСР, адміністративно-територіальна одиниця в складі повіту Валґамаа (1945—1950) та Тирваського району (1950—1954).

## Історія
13 вересня 1945 року на території волості Ваокюла у Валґаському повіті утворена Голдреська сільська рада з центром у поселенні Голдре.
26 вересня 1950 року, після скасування в Естонській РСР повітового та волосного поділу, сільська рада ввійшла до складу новоутвореного Тирваського сільського району.
17 червня 1954 року в процесі укрупнення сільських рад Естонської РСР Голдреська сільська рада ліквідована. Її територія склала південну частину Тааґепераської сільської ради.